# Klaus von Dohnanyi
Pour les articles homonymes, voir von Dohnanyi.
Klaus Karl Anton von Dohnanyi, né le 23 juin 1928 à Hambourg, est un homme politique allemand membre du Parti social-démocrate d'Allemagne (SPD).
Il commence à travailler comme juriste au début des années 1950 et adhère au SPD à la fin de la décennie. Il entame rapidement son parcours politique, devenant secrétaire d'État administratif du ministère fédéral de l'Économie en mars 1968 puis député fédéral de Rhénanie-Palatinat en 1969. Il est ensuite désigné secrétaire d'État parlementaire du ministère fédéral de l'Éducation.
En mars 1972, il est nommé ministre fédéral de l'Éducation et de la Science par Willy Brandt. Il quitte ses fonctions en même temps que Brandt, en mai 1974. Deux ans après, il devient ministre d'État à l'office des Affaires étrangères.
Élu président du SPD de Rhénanie-Palatinat en 1979, il en est le chef de file pour les élections régionales  mais échoue à déloger Bernhard Vogel du pouvoir. Il continue alors de siéger au Bundestag et renonce donc à son mandat au Landtag.
Il est investi en juin 1981 premier bourgmestre de Hambourg après la démission de Hans-Ulrich Klose. Il échoue à maintenir la domination du SPD aux élections de l'année suivante, mais l'absence de majorité conduit à une répétition des élections qui donne la majorité absolue au Parti social-démocrate. Le scénario de blocage se reproduit en 1986, mais après le scrutin anticipé de 1987, il est en mesure de constituer une « coalition sociale-libérale » avec le FDP.
Il démissionne en juin 1988, après des interventions policières polémiques, et quitte la vie politique.

## Biographie

### Enfance et jeunesse
Fils du juriste Hans von Dohnányi et de Christine Bonhoeffer, il commence son cursus scolaire à Leipzig. Il la poursuit à Ettal et la termine à Potsdam en passant son baccalauréat en 1944. Il est ensuite enrôlé dans la Wehrmacht, alors que son père trouve la mort en avril 1945 au camp de concentration d'Oranienbourg-Sachsenhausen.
À l'issue de la Seconde Guerre mondiale, il entreprend d'étudier le droit à partir de 1946. Trois ans plus tard, il passe son premier diplôme juridique d'État et un doctorat en droit civil.
Il continue son cursus à l'université Yale, où il obtient en 1951 un Master of Laws (LLM). Il revient en Allemagne de l'Ouest et commence à travailler à la fois dans un cabinet d'avocats et à l'Institut Max-Planck pour le droit privé étranger et international. Embauché en 1954 par Ford Motor Company à Cologne, il devient deux ans après directeur du département de la planification.
Au cours de l'année 1957, il adhère au Parti social-démocrate d'Allemagne (SPD) et passe avec succès son second diplôme juridique d'État. Il est nommé en 1960 directeur général de l'institut de recherche sur le marketing et le management Infratest.

### Débuts en politique
Il commence son parcours politique le 1er mars 1968, quand Karl Schiller le choisit comme secrétaire d'État administratif du ministère fédéral de l'Économie. Aux élections législatives fédérales du 28 septembre 1969, qui voient le SPD prendre le pouvoir, il est élu député au Bundestag.

### Ministre fédéral
Hans Leussink le nomme alors secrétaire d'État parlementaire du ministère fédéral de l'Éducation. Le 15 mars 1972, Klaus von Dohnanyi est désigné à 43 ans ministre fédéral de l'Éducation et de la Science dans le premier cabinet fédéral de Willy Brandt. Il est confirmé, neuf mois plus tard, dans le cabinet Brandt II.
Il quitte cependant le gouvernement après que Helmut Schmidt a pris la suite de Brandt le 16 mai 1974. Il fait son retour à un poste subalterne le 16 décembre 1976, en tant que ministre d'État de l'office des Affaires étrangères, sous la responsabilité du vice-chancelier Hans-Dietrich Genscher.

### Les élections de 1979 en Rhénanie-Palatinat

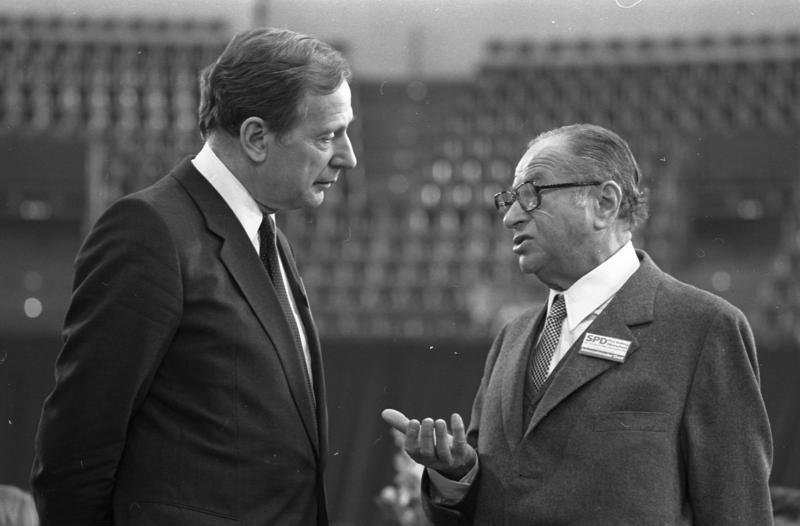
Klaus von Dohnanyi et le président du SPÖ Bruno Kreisky lors du 20e congrès du SPD en avril 1982.

À l'approche des élections législatives régionales du 18 mars 1979 en Rhénanie-Palatinat, le SPD fait de lui son président et son chef de file.
Les sociaux-démocrates parviennent à rassembler sous son égide 42,3 % des suffrages exprimés et faire élire 43 députés sur 100, ce qui constitue à cette époque leur meilleur résultat. Toutefois, la CDU du ministre-président Bernhard Vogel parvient à conserver sa majorité absolue.
Dohnanyi fait alors le choix de continuer à siéger au Bundestag et à exercer ses fonctions gouvernementales. Il renonce ainsi à occuper son siège au Landtag de Rhénanie-Palatinat et Werner Klein prend donc la présidence du groupe parlementaire.

### À Hambourg

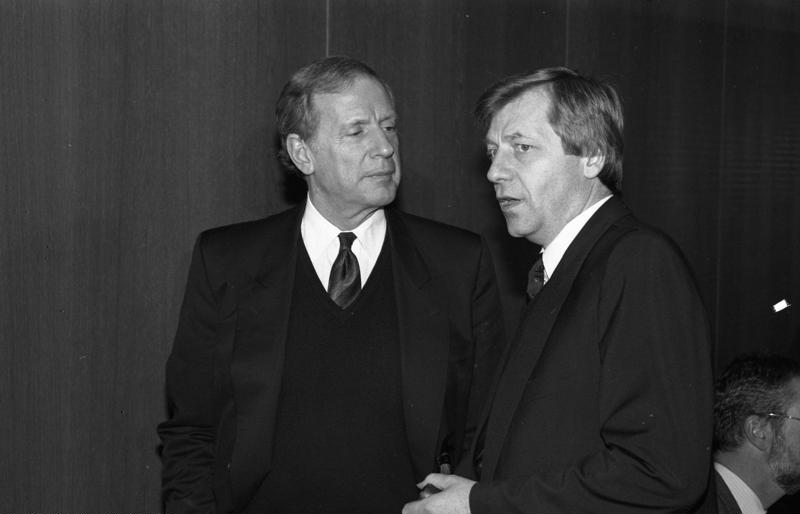
Klaus von Dohnanyi et le bourgmestre-gouverneur de Berlin-Ouest Eberhard Diepgen à la conférence des ministres-présidents (KMP) à Bonn en 1983.

Après que Hans-Ulrich Klose a annoncé sa démission, le Parti social-démocrate de Hambourg l'appelle pour prendre la direction du gouvernement de la ville-Land. Le 24 juin 1981, Klaus von Dohnanyi est investi à 53 ans premier bourgmestre de Hambourg. Il bénéficie alors d'une solide majorité absolue de 69 députés sur 120. Il renonce en conséquence à son poste gouvernemental et son mandat de député fédéral.
Il est donc le chef de file du Parti social-démocrate d'Allemagne pour les élections législatives locales du 6 juin 1982. Alors qu'il est lui-même élu député au Bürgerschaft, le SPD subit sa première défaite depuis 29 ans : avec 42,7 % des voix, il n'obtient que 55 sièges, soit 0,5 point et un élu de moins que l'Union chrétienne-démocrate. Toutefois, aucune majorité ne se dégage du fait de la présence des écologistes. Après qu'il a échoué à négocier un accord de soutien sans participation avec les Grünen, de nouvelles élections sont organisées le 19 décembre 1982. Le Parti social-démocrate l'emporte largement avec 51,3 % des suffrages exprimés et 64 sièges.
La situation se répète à l'occasion des élections du 9 novembre 1986. Alors que la CDU vire en tête avec 41,9 % des voix et 54 élus, soit 0,2 point et un député de plus que le SPD, le maintien des écologistes au sein du Bürgerschaft empêche de nouveau la constitution d'un gouvernement. Ce blocage amène à un nouveau scrutin le 17 mai 1987. Les sociaux-démocrates repassent en première position avec 45 % des exprimés, soit 55 parlementaires. Dohnanyi parvient cette fois à constituer une « coalition sociale-libérale » avec le FDP, qui fait son retour à l'assemblée.
Il démissionne le 8 juin 1988, emporté par la polémique de la « Hamburger Kessel » — au cours de laquelle la police a encerclé 800 manifestants pendant 13 heures — et les affrontements entre les forces de l'ordre et les « squatteurs » de la Hafenstraße du quartier de St. Pauli, qui occupaient des immeubles relevant du domaine public.

### Après la politique
À la suite de la réunification allemande, il est conseiller pour l'économie de marché auprès de la Treuhandanstalt, agence chargée de la privatisation des biens publics de l'ancienne République démocratique allemande (RDA).

### Famille
Son grand-père, Ernõ Dohnányi, est un célèbre pianiste, compositeur et chef d'orchestre hongrois. Ses oncles maternels sont le pasteur Dietrich Bonhoeffer, mort en 1945 au camp de concentration de Flossenbürg après avoir interné à celui de Buchenwald, et le juriste Klaus Bonhoeffer, exécuté à Berlin en 1945, tous deux résistants au nazisme. Son frère est l'illustre chef d'orchestre Christoph von Dohnányi.